# Arthur von der Groeben (General)
Hans Otto Arthur von der Groeben (* 10. November 1850 in Breslau; † 14. Dezember 1930) war ein preußischer General der Infanterie.

## Leben

### Herkunft
Arthur war ein Sohn von Waterloo von der Groeben (1816–1884) und dessen ersten Ehefrau Hulda, geborene Freiin von Zedlitz und Neukirch (1828–1851). Sein Vater war preußischer Major a. D., Kommandant des Invalidenhauses in Stolp und Rechtsritter des Johanniterordens.

### Militärkarriere
Groeben trat am 25. März 1869 in das 2. Niederschlesische Infanterie-Regiment Nr. 47 der Preußischen Armee ein, avancierte während seiner Teilnahme am Krieg gegen Frankreich Mitte September 1870 zum Sekondeleutnant und wurde für sein Verhalten mit dem Eisernen Kreuz II. Klasse ausgezeichnet. Zur weiteren Ausbildung absolvierte er 1875/78 die Kriegsakademie, stieg im Anschluss daran zum Premierleutnant auf und war 1882/84 zur Dienstleistung beim Großen Generalstab kommandiert. Mitte April 1884 erfolgte seine Versetzung in das 1. Magdeburgische Infanterie-Regiment Nr. 26. Ein Jahr später avancierte Groeben zum Hauptmann und Kompaniechef. Unter Stellung à la suite seines Regiments wurde er am 13. Dezember 1887 in den Nebenetat des Großen Generalstabes versetzt sowie Mitte Januar 1890 kurzzeitig zum Stab der 4. Division kommandiert. Daran schloss sich Ende März die Versetzung zum Generalstab der 35. Division und im Mai 1890 die Beförderung zum Major an. Von September 1891 bis Juni 1896 war Groeben erneut im Großen Generalstab tätig. Anschließend beauftragte man ihn zunächst mit der Wahrnehmung der Geschäfte als Chef des Generalstabes des IV. Armee-Korps und ernannte ihn Mitte Juli 1896 unter Beförderung zum Oberstleutnant zum Chef dieses Stabes. Nach seiner Beförderung zum Oberst kehrte er in den Truppendienst zurück und fungierte vom 16. August 1899 bis zum 19. November 1900 als Kommandeur des Grenadier-Regiments „Kronprinz“ (1. Ostpreußisches) Nr. 1. Anschließend wurde Groeben zur Dienstleistung beim Großen Generalstab kommandiert und am 29. Dezember 1900 zum Chef der Eisenbahn-Abteilung im Großen Generalstab ernannt. In dieser Eigenschaft erhielt er Mitte November 1901 den Rang und die Gebührnisse eines Brigadekommandeurs und stieg Mitte Juni 1902 zum Generalmajor auf. Vom 18. April 1903 bis zum 19. März 1906 war Groeben Kommandeur der 33. Infanterie-Brigade in Altona und anschließend hatte er als Generalleutnant das Kommando über die 12. Division in Neisse. In Genehmigung seines Abschiedsgesuches wurde er am 3. März 1910 unter Verleihung des Charakters als General der Infanterie mit der gesetzlichen Pension zur Disposition gestellt.
In Würdigung seiner langjährigen Verdienste erhielt Groeben am 27. Januar 1914 die Genehmigung zum Tragen der Uniform des Grenadier-Regiments „Kronprinz“ (1. Ostpreußisches) Nr. 1.
Während des Ersten Weltkrieges wurde Groeben als z.D.-Offizier wiederverwendet und diente als Etappeninspekteur der 7. Armee. In dieser Stellung erhielt er im Juli 1915 die Schwerter zum Kronenorden I. Klasse.

### Familie
Groeben hatte sich am 16. Oktober 1879 in Hamburg mit Margarete Weickmann (* 1856) verheiratet. Aus der Ehe ging der Sohn Kurt (* 1880) hervor.